# Peromyscus californicus
Peromyscus californicus és una espècie de mamífer rosegador de la família dels cricètids. Viu a altituds d'entre 0 i 2.440 msnm als Estats Units i Mèxic. Els seus hàbitats naturals són el chaparral, els boscos de coníferes i roures, els matollars costaners i altres tipus de boscos. És una espècie en risc mínim, és a dir, no sembla que hi hagi cap amenaça significativa per a la seva supervivència. El seu nom específic, californicus, significa ‘californià’ en llatí.